# Frinco
Frinco – miejscowość i gmina we Włoszech, w regionie Piemont, w prowincji Asti.
Według danych na styczeń 2009 gminę zamieszkiwało 758 osób przy gęstości zaludnienia 104,1 os./1 km².